# 相原東園
相原 東園（あいはら とうえん、生没年不詳）は、江戸時代後期の俳人。通称は藤右衛門。別号に漁父、臥竜庵、白兎園（7代）がある。

## 経歴・人物
江戸幕府幕臣で江戸本郷に住む。新倉宗瑞の門人。